# رابرت کی. مرتن
رابرت کینگ مرتن (به انگلیسی: Robert K. Merton)؛ (۴ ژوئیه ۱۹۱۰ در پنسیلوانیا-۲۳ فوریه ۲۰۰۳ در نیویورک) از جمله کسانی بود که در توسعه علم سنجی نقشی مهم ایفا کرد. او در مقام یکی از دانشمندان حوزه جامعه‌شناسی علم به حوزهٔ علم سنجی وارد شد و با دیدگاه جامعه شناسانهٔ خود، علم سنجی را تحت تأثیر خویش قرار داد.
از میان مشهورترین نظریه‌های او دربارهٔ علم و اندازه‌گیری آن، باید به «اثر متیو» و «نظریه استناد» او اشاره کرد که به منزله «نظام پاداش» یا «رواج علم» مطرح است.
شاید بتوان اظهارکرد که ارائه شاخص «اثر متیو» از جانب مرتن، بیش از سایر دستاوردهای او به چشم می‌آید؛ این شاخص به نوعی نشان دهنده میزان اثربخشی تولیدهای علمی یک فرد، یک مؤسسه یا یک کشور است.
همچنین رابرت کی. مرتن در سال ۱۹۴۲ در مقاله «ساختار هنجاری علم» رویکرد کارکردگرایانه دربارهٔ اجتماع علمی را پایه ریزی کرد و معیارهای حاکم بر رفتارهای دانشمندان را مورد بررسی قرار داد. به نظر مرتون دانشمندان در رفتارهای علمی خویش چهار هنجار عام‌گرایی؛ اجتماع‌گرایی؛ بی طرفی علمی؛ و شک سازمان یافته را رعایت می‌کنند. این دید از هنجارها و اخلاقیات عم مورد انتقاد سایر جامعه شناسان قرار گرفت و مرتون نیز در مقاله «ابهام دانشمندان» در سال ۱۹۶۳ دو هنجار جدید به آن‌ها افزود. یک اصالت / نوآوری و دیگری فروتنی / تواضع.